# 马塞尔·戈比约
马塞尔·戈比约（法語：Marcel Gobillot，1900年1月3日—1981年1月12日），法国男子自行车运动员。他曾代表法国参加1920年夏季奥林匹克运动会自行车比赛，获得男子团体计时赛金牌。